# النور الجديد الإسلامية
جامعة نور الجديد (اختصارًا UNUJA) هي واحدة من الجامعات الإسلامية في إندونيسيا، تقع في منطقة بروبولينجو في جاوة الشرقية، نشأت من اندماج 3 كليات في ياياسان. تم إنشاء الأكاديمية بهدف خلق كوادر في الدعوة الإسلامية والتعليم.